# Jerzy Batruch
Jerzy Tomasz Batruch (ur. 22 września 1931 w Zagórzu, zm. 11 grudnia 2004 tamże) – polski narciarz, trener i działacz sportowy, ratownik górski.

## Życiorys
Urodził się 22 września 1931 w Zagórzu. Był wnukiem Wilhelma Hrabala (narodowości czeskiej, właściciel dóbr ziemskich w Dobrej Szlacheckiej, krewny Bohumila Hrabala) ) oraz synem Tomasza (1906-1988, żołnierz Armii Krajowej, księgowy kolei wąskotorowej w Bieszczadach) i Emilii z domu Hrabal z Wolskich herbu Nałęcz (1903-1971) . Miał brata Stanisława (1935-2015, malarz, profesor ASP) . W rodzinnym mieście młodości działał jako harcerz. Tuż po wojnie w zagórskim hufcu był zastępowym i drużynowym
Od dzieciństwa uprawiał narciarstwo , w okresie od 1948 do 1956 trenował i startował w zawodach kombinacji norweskiej, biegach narciarskich i skokach narciarskich. Należał do czołowych zawodników na Rzeszowszczyźnie. W styczniu 1954 zwyciężył w zawodach seniorów w biegach narciarskich podczas rozgrywanych w Zagórzu mistrzostw LZS województwa rzeszowskiego. W tym samym roku zdobył srebrny medal w zawodach kombinacji norweskiej w ramach mistrzostw Polski Ludowych Zespołów Sportowych .
W 1951 zdał maturę . Następnie pracował w Zrzeszeniu Ludowych Zespołów Sportowych . W roli korespondenta sportowego pisał relacje dla dziennika „Nowiny Rzeszowskie”. Jako jeden z działaczy oddziału PTTK w Sanoku w 1958 na Hali Gąsienicowej odbył kurs ratownictwa górskiego Górskiego Ochotniczego Pogotowia Ratunkowego, po czym został przydzielony do Grupy Krynickiej GOPR , zaś 21 września 1961, podczas pierwszego zebrania organizacyjnego, został członkiem zarządu powstałej wówczas Grupy Bieszczadzkiej GOPR (jako ratownik w dniu 16 grudnia tego roku był autorem pierwszej udzielonej pomocy w ramach grupy). Wcześniej wraz z sanoczanami Bronisława Witwickim i Kazimierzem Harną oraz Mironem Berezikiem z Leska był założycielem zalążka Bieszczadzkiej Grupy GOPR . W grudniu 1962 został przewodniczącym komisji rewizyjnej GB GOPR. Otrzymał legitymację ratownika górskiego nr 315 i tytuł członka honorowego GOPR .
Ukończył studia na Akademii Wychowania Fizycznego w Krakowie uzyskując dyplom nauczyciela (trener narciarstwa) . Założył i prowadził w Zagórzu szkółkę narciarską. W 1959 zdobył uprawnienia sędziego i trenera. Od 1958 zasiadał w zarządzie VI Rzeszowskiego Okręgu Polskiego Związku Narciarskiego. Jako sędzia reprezentujący ROPZN w 1960 przeszedł kurs unifikacyjny, organizowany w Zakopanem przez Zarząd Główny PZN. Miał też uprawnienia sędziego lekkoatletyki . W 1965 na AWF w Warszawie uzyskał uprawnienia trenera narciarstwa I i II klasy oraz instruktora piłki siatkowej . Na przełomie 1964/1965 został nominowany przez Polski Związek Narciarski trenerem-koordynatorem w VI ROPZN. Jako instruktor narciarstwa był jednym z autorów części wytycznych poświęconej narciarstwu biegowemu. Podjął aktywną działalność w Powiatowym Komitecie Kultury Fizycznej i Turystyki w Sanoku. W latach 60. pracował w tym mieście jako trener Ludowych Zespołów Sportowych w charakterze instruktora Rady Powiatowej LZS. Do 31 grudnia 1981 tj. do przejścia na emeryturę był kierownikiem wyszkolenia z ramienia Polskiej Federacji Sportu . W 1981 otrzymał od Międzynarodowej Federacji Nauczania uprawnienia do prowadzenia szkoleń narciarskich . Od 1981 do 1987 oraz od 1990 do 2004 (łącznie 12 lat ) pełnił funkcję prezesa Podkarpackiego Okręgowego Związku Narciarskiego (POZN) z siedzibą w Krośnie i w Ustrzykach Dolnych. W kilku kadencjach był także członkiem PZN. Uzyskał stopień sędziego międzynarodowego, był wykładowcą, delegatem technicznym oraz sędzią orzekającym w zakresie skoków narciarskich. W 1987 uzyskał uprawnienia biegłego sądowego w zakresie narciarstwa i wypadków narciarskich . Przez trzy kadencje pełnił mandat radnego Rady Miasta i Gminy Zagórz .

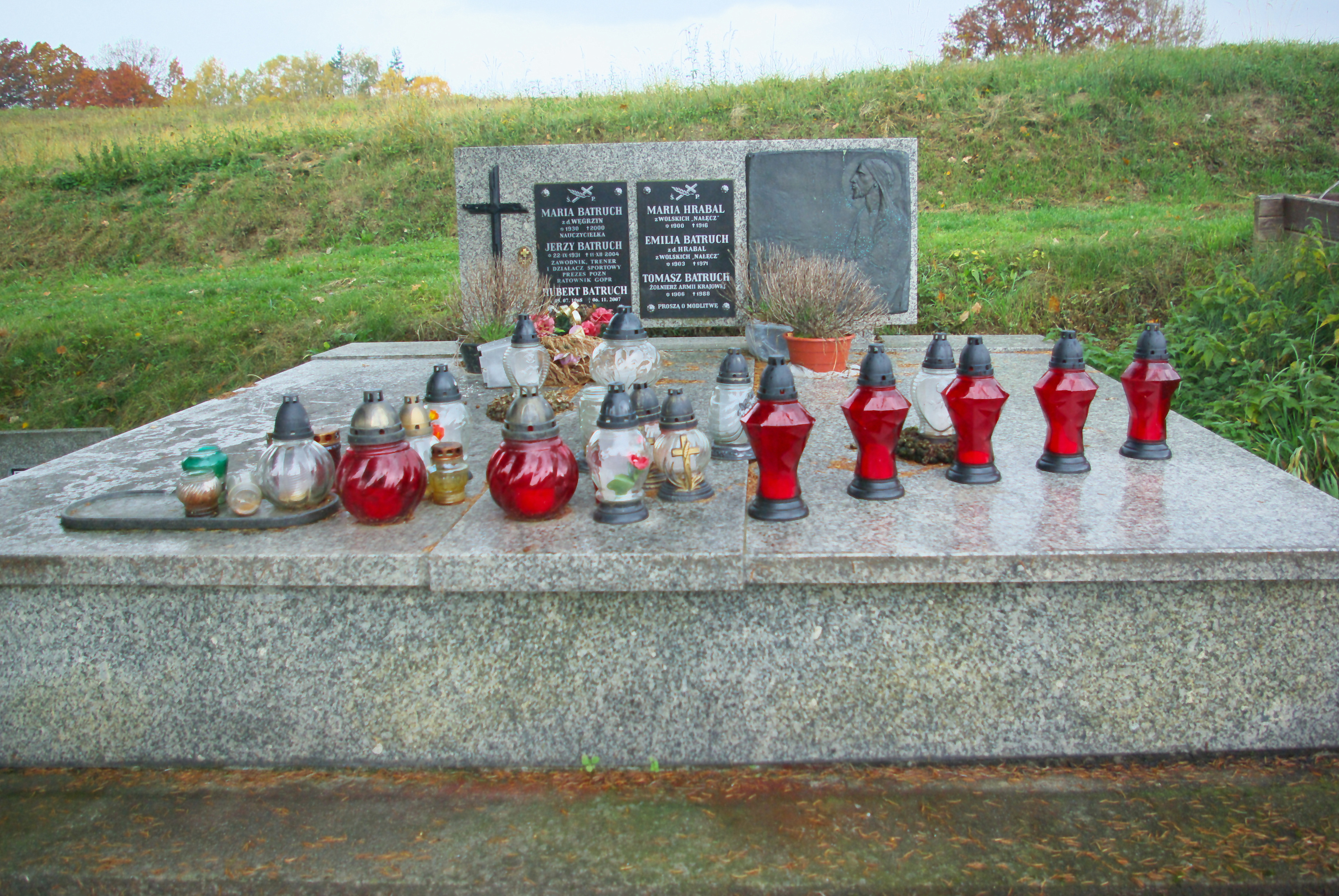
Grobowiec rodzinny Jerzego Batrucha

Zmarł 11 grudnia 2004 w Zagórzu. Został pochowany w grobowcu rodzinnym na Nowym Cmentarzu w Zagórzu. Był żonaty z Marią z domu Węgrzyn (1930-2000), miał dwie córki .
Jego pamięci poświęcony został, organizowany w zagórskim kompleksie Zakucie, „Memoriał Jerzego Batrucha”.

## Publikacje
- Przewodnik po historii narciarstwa w krośnieńskim 1944-1994 (1995)[2]
- Rozwój narciarstwa w Bieszczadach i na Podkarpaciu (ok. 2003, współautor)[2]
- Wypadki w Bieszczadach (w przygotowaniu 2003)[2]

## Odznaczenia
- Krzyż Kawalerski Orderu Odrodzenia Polski (12 lipca 2002, za wybitne zasługi dla rozwoju sportu)[18][2]
- Srebrny Krzyż Zasługi (1982)[2] [1]
- Złota Odznaka „Zasłużony Działacz Kultury Fizycznej” (1982)[2]
- Odznaka „Zasłużony dla Gór” (2001)[2]
- inne odznaczenia[1]